# Calochaetes coccineus
La  tangara bermellón (Calochaetes coccineus) también denominada toche escarlata (en Colombia) o frutero bermellón,  es una especie de ave paseriforme de la familia Thraupidae, la única del género monotípico Calochaetes . Es nativa de la región andina del noroeste y oeste de América del Sur

## Distribución y hábitat
Se distribuye por la ladera oriental de la cordillera de los Andes desde el sur de Colombia (oeste de Caquetá), por Ecuador, hacia el sur hasta el sur de Perú (Ayacucho y cordillera Vilcabamba, en el norte de Cuzco).
Esta especie es considerada poco común en su hábitat natural: el dosel y los bordes de bosques montanos, principalmente entre los 1100 y los 1900 m de altitud.

## Descripción
Mide 18 cm de longitud. Es de color escarlata brillante con un babero negro que se extiende desde el área ocular hasta la garganta y la parte superior del pecho, las alas y la cola son negros. No presenta dimorfismo sexual.

## Comportamiento
Esta espectacular tangara es vista en pequeños grupos de tres a cinco individuos mientras acompañan bandadas mixtas con otros tráupidos, especialmente del género Tangara. Generalmente forrajean a una buena altura del suelo, saltitando en ramas horizontales, inspeccionando hojas y musgo.

### Vocalización
Es bastante callada, ha sido oído solamente unas notas débiles «tsit».

## Sistemática

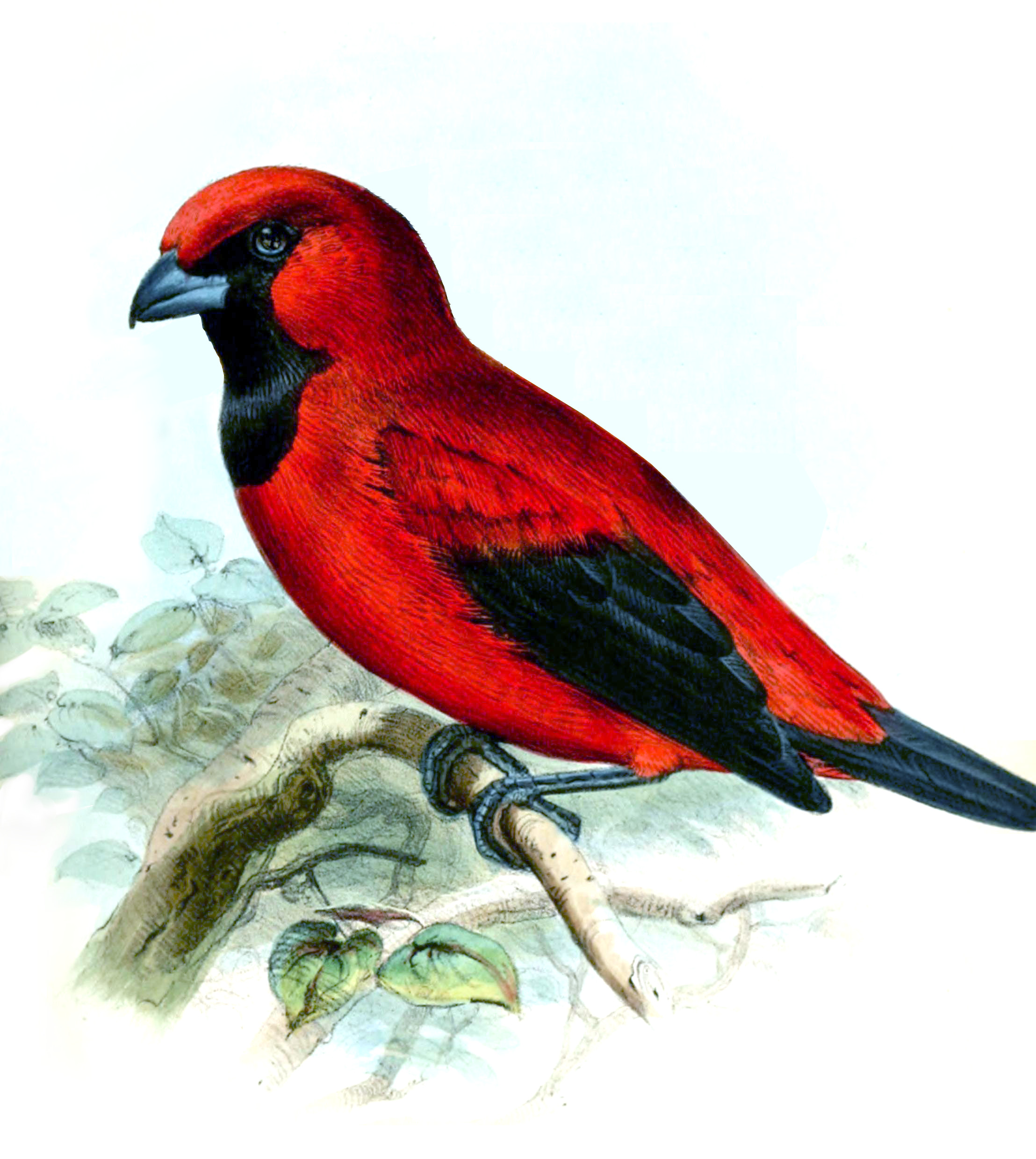
Euchaetes coccineus, ilustración de Wolf, para Proceedings of the Zoological Society of London, 1858.

### Descripción original
La especie C. coccineus fue descrita por primera vez por el zoólogo británico Philip Lutley Sclater en 1858 bajo el nombre científico Euchaetes coccineus; su localidad tipo es: «Río Napo, Ecuador».
El género Calochaetes fue propuesto por Philip Lutley Sclater en 1879 para substituir al género Euchaetes, creado por él mismo en 1858, que constató estar pre-ocupado por un género de insectos.

### Etimología
El nombre genérico masculino «Calochaetes» se compone de las palabras del griego «kalos»: hermoso, y «khaitē»: melena; y el nombre de la especie «coccineus», proviene del latín y significa «de color escarlata».

### Taxonomía
Es monotípica. Los amplios estudios filogenéticos recientes de Burns et al. (2014) demuestran que la presente especie es pariente cercana del género Iridosornis, en una subfamilia Thraupinae.